# عقوبة الإعدام في الأردن
تعرف عقوبة الإعدام في القانون الأردني في المادة 17 من قانون العقوبات بأنها “شنق المحكوم عليه”. وقد تم تعليق العمل بعقوبة الإعدام لمدة ثماني سنوات (بين عامي 2006-2014) وأعيد العمل بها في نهاية عام 2014 . أما طريقة تنفيذ عقوبة الإعدام فكانت قديما بالرمي بالرصاص ولاحقا اضيفت عقوبة الإعدام شنقا. وتتطلب عمليات الإعدام في الأردن تصديق الملك ومحكمة التمييز، حيث تنص المادة 39 من الدستور: «لا ينفذ حكم الإعدام إلا بعد تصديق الملك.»
يذكر أن منظمة العفو الدولية كانت قد انتقدت الأردن بخصوص عقوبة الإعدام، فقد شجبت المنظمة إعدام سالم سعد بن سويد، وفتحي فريحات اللذين أعدما على خلفية اغتيال الدبلوماسي الأمريكي لورانس فولي، ووجهت دعوة إلى عدم تنفيذ العقوبة بآخرين محكومين على خلفية جرائم جنائية وجرائم إرهاب. وقد صرحت وقتها سارة ليا ويتسن المديرة التنفيذية لقسم الشرق الأوسط في هيومن رايتس ووتش قائلة: «قد يعتقد الأردن أن عمليات الإعدام تأكيد للقوّة، ولكن عقوبة الإعدام لن تردع أبدا الهجمات الإرهابية والقتل، ولن تجعل الأردن أكثر أمنا. بدل الاقتداء بإيران والعراق والسعودية، أكبر منفذي عقوبة الإعدام في المنطقة، على الأردن أن يكون مثالا يحتذى في الحقوق والحماية، وأن يعيد تعليق العمل بعقوبة الإعدام».
وتاريخيا لم یشھد الأردن أي حالة اعدام لأسباب سیاسیة، كما لا تطبق عقوبة الإعدام على الاحداث، ولا بحق المرأة الحامل، وكل احكام الإعدام تعرض على محكمة التميیز التي وقبل تطبیق الإعدام وخاصة في قضایا القتل العمد تعطي فرصة للمصالحة التي تلغي الإعدام.

## الإجراءات القانونية والتنفيذ
كان عدد الجرائم التي يحكم على مرتكبيها بالإعدام بحدود (23) نصاً تشريعياً، أوقف الأردن تنفيذ العقوبة بين عامي 2006 إلى 2014، ارتفع عدد المواد التشريعية التي تعاقب بالإعدام إلى ما يقارب 30 مادة، منها 17 مادة في قانون العقوبات الأردني رقم 16 لسنة 1960وتعديلاته، و 8 مواد في قانون العقوبات العسكري لسنة 1988، ومادتين في قانون المخدرات والمؤثرات العقلية لسنة 2016، و 3 مواد في قانون حماية أسرار وثائق الدولة رقم 50 لسنة 1971.

ساجدة الريشاوي - أعدمت في الأردن بتهم تتعلق بالإرهاب

تطبق عقوبة الإعدام في الأردن على نطاق ضيق وفي حالات متعلقة بالقضايا الجرمية الجنائية الخطيرة كالقتل والإرهاب واغتصاب القاصر ولا تنفذ إلا بعد أن تمر بسلسلة من الإجراءات، وقد أوجب قانون أصول المحاكمات الجزائية في الأردن على رئيس المحكمة في الجرائم المعاقب عليها بالإعدام أن يسأل المتهم فيما إذا اختار محامياً للدفاع عنه، فإذا لم يكن لديه محامي تعين المحكمة محام ٍ له وتدفع أتعابه من خزينة الدولة. ينص القانون أيضا في المادة 275 بأن حكم الإعدام يكون قابلا للتمييز أمام محكمة التمييز حتى ولو لم يطلب المحكوم ذلك. وفي حال وجدت محكمة التمييز خلل في تطبيق القانون أو كانت الأدلة التي تدين المحكوم غير كافية لإدانته فإنها تنقض قرار الإعدام وتعيد القضية للمحكمة التي أصدرت الحكم لإعادة النظر فيها من جديد.
وبعد أن يصبح حكم الإعدام نهائياً يرفع رئيس النيابة ملف القضية إلى وزير العدل مرفقًا بتقرير موجز عن الوقائع والأدلة المستند إليها في صدور الحكم والأسباب الموجبة لتنفيذ العقوبة أو لإبدالها بغيرها، ثم يرفع وزير العدل أوراق الدعوى مع التقرير إلى رئيس الوزراء والذي يحيلها بدوره إلى مجلس الوزراء، حيث ينظر مجلس الوزراء في الأوراق المذكورة وتقرير رئيس النيابة ويبدي رأيه في وجوب إنفاذ عقوبة الإعدام أو إبدالها بغيرها، ويرفع القرار الذي يتخذه في هذا الشأن مشفوعاً ببيان رأيه إلى الملك بانتظار الإرادة الملكية. يذكر أن تنفيذ أحكام الإعدام في الأردن قد توقف منذ شهر نيسان 2007 بناءً على توجيهات ملكية.
تنفذ أحكام الإعدام في الأردن التي وافق الملك عليها في سجن سواقة، في مكان مخصص لذلك وبطريقة الشنق، حيث يربط حبل قوي نسبيا حول عنق المحكوم عليه، ومن ثم يسحب السطح الذي يقف عليه مما يؤدي إلى سقوط المحكوم عليه مسافة تتراوح ما بين متر واحد إلى مترين. يحدث كسر وخلع انزلاقي بالفقرة العنقية الثانية مما يؤدي إلى انضغاط النخاع المستطيل الذي يحتوي على مراكز التحكم بالقلب وبالرئتين، وهذا يؤدي إلى التوقف المباشر للتنفس والى توقف التحكم المركزي بالقلب وبالتالي يستمر نبض القلب لبضع دقائق دون تحكم عصبي حتى الوفاة. وعادة ما يتم تنفیذ احكام الإعدام بحضور النائب العام ونائب عام محكمة الجنایات الكبرى ومساعدیھم ومن نص على حضورھم قانون اصول المحاكمات الجزائیة.

## الجرائم المعاقب عليها بالإعدام في قوانين العقوبات
يطبق القانون الأردني عقوبة الإعدام على 25 حالة وردت في قانون العقوبات الأردني رقم 16 لسنة 1960 وتعديلاته، وقانون العقوبات العسكري لسنة 2006، وقانون حماية أسرار وثائق الدولة رقم 50 لسنة 71. عقوبة الإعدام في الأردن تصدرها أربع محاكم هي: محكمة الجنايات الكبرى ومحكمة أمن الدولة والمحكمة العسكرية ومحكمة الجنايات البدائية، وتحدد اختصاصها وفقا للآتي:

### ضمن اختصاص محكمة الجنايات الكبرى
- جريمة القتل العمد: وقد عرفته محكمة التمييز الأردنية بأنه القتل الذي يقع بعدما أخذ الجاني فرصة للتفكير والتخطيط بهدوء؛ ومن ثم قام بالتنفيذ[7]

- القتل المرتكب تمهيدا لجريمة من فئة الجناية أو تنفيذا لها مثل أن يقوم الجاني بقتل حارس المنزل؛ تسهيلا لسرقته ليلا، وأن يقتل الحارس لتأمين فرار السارقين.

- جريمة القتل المرتكبة من الفرع على الأصل كأن يقتل الجاني أحد أبويه أو أجداده

- جريمة اغتصاب فتاة لم تكمل الخامسة عشرة من عمرها.

### ضمن اختصاص محاكم الجنايات البدائية
- قتل الأم لوليدها بفعل أو ترك مقصود، ولم تكن ناقصة الوعي بتأثير الولادة أو الرضاع.

- جريمة الحريق العمد إذا نجم عن الحريق وفاة إنسان.

### ضمن اختصاص محكمة أمن الدولة
- كل أردني حمل السلاح ضد الدولة في صفوف العدو.

- كل أردني دس الدسائس لدى دولة أجنبية، واتصل بها ليدفعها إلى العدوان ضد الأردن أو ليوفر الوسائل لذلك إذا أفضى عمله إلى نتيجة؛ والنتيجة هنا أن يتحقق العدوان أو تم الاستفادة من الوسائل التي وفرها الجاني.

- كل من دس الدسائس لدى العدو أو اتصل به ليعاونه على هزيمة الدولة سواء أدى إلى نتيجة أم لا.

- كل من من أقدم على أعمال من شأنها شل الدفاع الوطني سواء بالإضرار بالمنشآت والمصانع والبواخر والطائرات أو الأسلحة والتموين وطرق المواصلات بشيء معد لاستعمال القوات العسكرية الأردنية إذا وقعت هذه الأعمال في وقت الحرب أو في وقت يتوقع فيه نشوب الحرب أو إذا أدت هذه الأعمال لموت أحد.

- كل من جند في المملكة جنودا للقتال لمصلحة دولة أجنبية عدوة؛ بمعنى أن يكون التجنيد داخل البلاد أولا ولمصلحة دولة أجنبية عدوة تحديدا.

- الاعتداء على حياة الملك أو حريته.

- الاعتداء على حياة الملكة أو ولي العهد أو أحد أوصياء العرش أو على حرية أي منهم.

- كل من يعمل على تغيير الدستور بطرق غير مشروعة؛ أي عن طريق آخر غير مجلس الدولة.

- كل من قام بأفعال بقصد إثارة عصيان مسلح ضد السلطات القائمة بموجب الدستور، وإذا أدى هذا الفعل إلى العصيان المسلح فيعاقب المحرض وجميع المشتركين بالعصيان بالإعدام.

- الأعمال التي تستهدف إثارة الحرب الأهلية بتسليح المواطنين أو بحملهم على التسلح ضد بعض أو بالحض على التقتيل والنهب وأدى العمل إلى وقوع النتيجة

- كل من قام بعمل إرهابي إذا أفضى إلى موت إنسان أو إلى هدم بناء سواء كليا أو جزئيا وكان بالبناء شخص أو أكثر أو إذا كان تنفيذ العمل باستخدام المتفجرات أو المواد المشتعلة أو السامة والحارقة أو الوبائية أو الجرثومية أو الكيميائية أو الإشعاعية.

- الأعمال التي من شأنها تقويض نظام الحكم السياسي في المملكة، أو بقصد تغيير كيان الدولة الاقتصادي أو الاجتماعي، أو أوضاع المجتمع الأساسية، أو احتجاز شخص كرهينة لابتزاز جهة رسمية أو خاصة إذا أدت أي من هذه الأعمال لموت أحد.

- العصابات المسلحة المكونة من ثلاثة أشخاص فأكثر، ويقومون بأعمال السلب والتعدي على الأشخاص والأموال وممارسة أعمال اللصوصية إذا أقدموا على القتل لتنفيذ أعمالهم المذكورة أو إذا أنزلوا بالناس التعذيب والأعمال البربرية.

- كل من أتلف خلال عصيان مسلح أو خلال الفتنة خطوط الاتصالات من هاتف وبرق وأجهزة الإذاعة أو جعلها غير صالحة للاستعمال أو استولى عليها بالقوة، أو منع إصلاحها بالقوة إذا أدى أي من هذه الأعمال إلى موت إنسان، ومثال ذلك عدم تمكن أحد الأشخاص من دعوة الإسعاف بسبب تعطل وسائل الاتصالات المعتدى عليها؛ مما أدى إلى عدم إسعافه ووفاته.

- كل شخص دخل أو حاول الدخول إلى مكان محظور بقصد الحصول على أسرار أو وثائق محمية أو معلومات تحمل طابع السرية حفاظا على سلامة المملكة إذا كان دخوله أو محاولة دخوله لمصلحة دولة عدوة.

- كل من سرق أسراراً أو وثائق أو معلومات ذات الطابع السري، لحماية سلامة الدولة إذا كانت هذه السرقة لمصلحة دولة عدوة.

- الإبلاغ أو الإفشاء عن معلومات أو أسرار ممن وصلت إليه هذه الأسرار بحكم وظيفته سواء كان على رأس عمله أو أن وظيفته انتهت فأفشى بها لدولة عدوة.

### ضمن اختصاص المحاكم العسكرية
- التسبب بالتمرد في القوات المسلحة، أو في قوات دولة حليفة أو الانضمام إلى تمرد قائم بتلك القوات أو التآمر لوقوع هذا التمرد، ومحاولة إقناع أحد الأشخاص بتلك القوات للانضمام إلى تمرد.

- مخالفة الأوامر العسكرية أثناء مجابهة العدو أو المتمردين أو رفض الهجوم عند هذه المجابهة، وتسبب هذا الرفض أو تلك المخالفة بضرر جسيم.

- من يوقع أعمال عنف بعسكري جريح أو مريض بقصد تجريده من أشيائه، وكان من شأن هذا العنف أن يزيد حالة ذاك العسكري سوءاً.

- كل من سلم للعدو موقعاً أو مركبة أو آلية عسكرية أو حصناً أو مخفراً أو نقطة مكلف هو بحراستها.

- من استعمل أي وسيلة لإرغام غيره على ترك موقع أو آلية للعدو.

- كل من ألقى سلاحه بصورة شائنة أمام العدو أو المتمردين.

- كل من أمد العدو بالأسلحة والذخائر أو المؤن.

- من يساعد العدو على تحقيق أهدافه.

- كل من عرض للخطر نجاح العمليات العسكرية للقوات المسلحة أو قوات دولة حليفة.

- جرائم الحرب سواء كان مرتكبها مدنياً أو عسكرياً.

## القصاص في حالات القتل العمد بين القانون والشرع
يعتبر الأردن دولة ذات أغلبية مسلمة، إذ يزيد عدد المسلمين فيه من الطائفة السنية عن 92% من المجموع الكلي للسكان، ينص الدستور الأردني في المادة 2 على أن الإسلام هو الدين الرسمي للدولة، وهو ما تعتبره بعض التيارات وأصحاب التوجهات الدينية دليلًا على أن تشريع القوانين وتنفيذها يجب أن يكون مستمدًا من الشريعة الإسلامية، وبناءًا عليه فإن حكم القاتل عمدًا في الإسلام هو القتل قصاصًا إلا إذا عفى عنه أولياء المقتول أو رضوا بالدية لقوله الله في القرآن: ﴿يَا أَيُّهَا الَّذِينَ آمَنُوا كُتِبَ عَلَيْكُمُ الْقِصَاصُ فِي الْقَتْلَى الْحُرُّ بِالْحُرِّ وَالْعَبْدُ بِالْعَبْدِ وَالْأُنْثَى بِالْأُنْثَى فَمَنْ عُفِيَ لَهُ مِنْ أَخِيهِ شَيْءٌ فَاتِّبَاعٌ بِالْمَعْرُوفِ وَأَدَاءٌ إِلَيْهِ بِإِحْسَانٍ ذَلِكَ تَخْفِيفٌ مِنْ رَبِّكُمْ وَرَحْمَةٌ فَمَنِ اعْتَدَى بَعْدَ ذَلِكَ فَلَهُ عَذَابٌ أَلِيمٌ ۝١٧٨﴾ وقوله أيضا: ﴿وَلَكُمْ فِي الْقِصَاصِ حَيَاةٌ يَا أُولِي الْأَلْبَابِ لَعَلَّكُمْ تَتَّقُونَ ۝١٧٩﴾ [البقرة:179]. يذكر أن دائرة الإفتاء العام في الأردن كانت قد أصدرت فتوى عام 2014 أكدت فيها عدم جواز إسقاط عقوبة "الإعدام" بشكل كلي لأنها تأتي من باب "الرأفة بالمجرم والقسوة على المجتمع وبخاصة القتيل وذويه، كما من الممكن أن يؤدي ذلك إلى "استيفاء الناس للقصاص بأنفسهم"، فيما أكدت دائرة الإفتاء أن الشريعة الإسلامية فتحت الباب واسعاً أمام إسقاط هذه العقوبة فجعلت لأولياء المقتول الحق في إسقاط هذه العقوبة مقابل الدية الشرعية وبدون مقابل، بل إن المقرر لدى الفقهاء أن الحق في القصاص يسقط إذا عفا أحد أولياء المقتول عن القاتل.
بينما يرى نوفان العجارمة المستشار القانوني لديوان التشريع والرأي السابق أن نص (الإسلام دين الدولة) المذكور في الدستور لا يعني أن الأردن دولة دينية وتطبق الأحكام بالعودة إلى الشريعة الإسلامية، فالكثير من الدول الأوروبية العلمانية مثلا لديها في دساتيرها دين رسمي ولم يقل أحد يوما بأنها دول دينية فالدين الرسمي للدولة " لا يعني اعتماد الدين كمصدر للتشريع أو للقوانين أو المحرك الأساس لإدارة الدولة، فالدستور الأردني من وجهه نظره – خلافا لبعض الدساتير العربية والإسلامية - لم ينص على أن الشريعة الإسلامية (هي المصدر الرئيسي للتشريع)، فالإسلام هو أحد مصادر التشريع بالنسبة للدولة، وبالتالي وجود الدين الرسمي (لا يعني أن الدولة أصبحت دولة دينية) بل إن غالبية الأردنيين مسلمين، كما أنه لا يعني أن الدولة تستلهم قوانينها من الدين لأن معظم القوانين المعمول بها بالدولة هي قوانين وضعية حديثة، باستثناء قوانين الأحوال الشخصية والتي تأثر بها المشرع بقانون العائلة العثماني.

## الجدل حول العقوبة
يثار الجدل حول عقوبة الإعدام في الأردن بشكل مستمر بين معارضي العقوبة الذين يطالبون بإلغائها، وبين المؤيدين لاستمرار تطبيقها والإبقاء عليها. يعتبر النائب السابق محمود الخرابشة أن الإبقاء على تنفيذ عقوبة الإعدام “ضرورة من ضرورات المجتمع وحماية لأمنه واستقراره”، فضلا عن تحقيقها لمفهوم العدالة الاجتماعية محذرا من أن الجرائم ستزداد إذا تم إلغاء العقوبة. ويقول أيضا أن العقوبة تنبع من الحاجة الاجتماعية، والاعراف والتقاليد، وإذا لم تطبق ستكون هناك خلافات عشائرية، وتقتل العشرات من الأرواح، بدلا من روح واحدة بسبب الثأر”. وأضاف:“نحن مجتمع عشائري إذا تم إعدام الجاني فإن ذلك يشفي قلب كل عشيرته، وإذا لم يعدم فسيكون هناك انتقام منه من عائلة الضحية وربما انتقام لعائلته أيضا معتبرا أن مطالبة حقوقيين أردنيين بـ”الغاء عقوبة الإعدام، يأتي خدمة لمصلحة جهات خارجية.
بينما أكد حقوقيون وناشطون أردنيون أن المطالبة بإلغاء عقوبة الإعدام في الأردن “لا يعني إفلات الجاني من العقاب”، معتبرين أن عقوبة الإعدام هي «انتهاك الحق في الحياة» ومطالبين في نفس الوقت في عقوبات أكثر تشددا مثل عقوبة السجن مدى الحياة.
الرئيس التنفيذي لمركز الشرق والغرب للتنمية المستدامة محمود حشمة يقول أن مناهضته لعقوبة الإعدام تنطلق من كون أنها “تمس أحد أهم حقوق الإنسان وهو الحق في الحياة، وذلك لا يعني عدم معاقبة الجاني". مبينا أن هناك عقوبات بديلة عن الإعدام مثل عقوبة السجن مدى الحياة”، واعتبر ان “هناك تمييزا يمارس بحق المحكومين بالإعدام، حيث تجد محكوما بالإعدام مسجونا منذ عشرين عاما، وهو ينتظر يوم تنفيذ عقوبته، بالمقابل تنفذ العقوبة بحق محكوم قضى شهرين فقط في السجن”. واصفا طريق مناهضة عقوبة الإعدام والدعوة إلى الغائها في الأردن بأنها “طويلة وشائكة لكنها ستبقى مستمرة”.
بينما أوضح رئيس مجلس الأعيان فيصل الفايز أن القانون الأردني حصر الجرائم التي یعاقب علیھا بالإعدام بالاشد خطورة كالقتل العمد والخیانة العظمى والاعمال الارھابیة التي تفضي إلى قتل الابریاء، وتزعزع الأمن الوطني، وأن عقوبة الإعدام لا تنفذ بشكل تعسفي أوخارج نطاق القانون. واشار إلى ان الغاء عقوبة الإعدام مرة واحدة لیس سھلا، خصوصا في مجتمعاتنا العربیة والاسلامیة، لكن ھذا لا یمنع من بحث الموضوع شریطة ان یتم الأخذ بالاعتبار حقوق الجمیع، مبینا ان أفضل طریقة لمناقشة الموضوع تناوله من مختلف جوانبه الدینیة والتشریعیة والوقوف على تقالید وقیم كل مجتمع.
ذكرت المحامية نسرين زريقات مفوضة التعزيز في المركز الوطني لحقوق الإنسان بأن الأردن يسعى بإستمرار إلى تقليص عدد الجرائم المعاقب عليها بالإعدام، وإن المطالبة بإلغاء عقوبة الإعدام لا تعني مطلقاً افلات مرتكبي الجرائم من العقاب، وانما لأن عقوبة الإعدام  تشكل انتهاكاً للحقوق والحريات التي ضمنتها العهود والمواثيق الدولية لحقوق الإنسان. كما يرى بعض الناشطين في مجال حقوق الإنسان وجود إرتباط وثيق ما بين الفقر وعقوبة الإعدام، كون الأشخاص الذين يعانون من الفقر هم الأكثر تعرضاً لصدور عقوبة الإعدام في حقهم، فالنساء الفقيرات واللاتي يتعرضن للتهميش بسبب وضعهن الاجتماعي أكثر عرضة لعقوبة الإعدام، وأقل قدرة على إتخاذ الإجراءات الصلحية والعشائرية لإسقاط الحق الشخصي للتخفيف من العقوبة سواء أتم ذلك من قبلهن أو من قبل عائلاتهن.